# Lista de cidades na voivodia da Lubúsquia
Existem 44 cidades na voivodia da Lubúsquia com uma população total de 629 692 habitantes, o que representa cerca de 64,26% de toda a população da voivodia.
A maior cidade da voivodia é Zielona Góra, habitada por 139 278 pessoas. A população de Zielona Góra é cerca de 22,12% da população urbana da voivodia. Além disso, há mais uma cidade na voivodia com uma população de mais de 100 000 habitantes: Gorzów Wielkopolski. Existem 12 cidades sedes de condados na voivodia, incluindo 2 cidades com direitos de condado: Gorzów Wielkopolski e Zielona Góra. Estas duas cidades são habitadas por um total de aproximadamente 26,09% da população da voivodia da Lubúsquia. A menor cidade sede de condado é Strzelce Krajeńskie com uma população de 9 754 habitantes, e a maior cidade que não é sede de condado é Kostrzyn nad Odrą, habitada por 17 704 pessoas. Brody tem a menor população − 892 pessoas.
A maior área é a de Zielona Góra − 278,27 km², e a menor, a de Szlichtyngowa − 1,55 km². A área total das áreas urbanas da voivodia é de 879,75 km², ou seja, aproximadamente 6,29% de sua área. Ao mesmo tempo, Sulechów tem a maior densidade populacional na voivodia no nível de aproximadamente 2 295,17 habitantes/km², enquanto Gozdnica tem a menor densidade − 116,13 habitantes/km².
O maior número − cinco cidades cada, está localizado nos condados de Nowa Sól, Zielona Góra, Żagań e Żary, enquanto apenas duas cidades estão localizadas nos condados de Gorzów, Krosno e Świebodzin.
| Disposição das cidades na voivodia da Lubúsquia |
| --- |
| Gorzów Wielkopolski Zielona Góra Nowa Sól Świebodzin Żagań Żary Krosno Odrzańskie Międzyrzecz Słubice Wschowa Gubin Kostrzyn nad Odrą Lubsko Sulechów Szprotawa Strzelce Krajeńskie Drezdenko Kożuchów Rzepin Skwierzyna Witnica Sulęcin Babimost Bytom Odrzański Cybinka Czerwieńsk Dobiegniew Gozdnica Iłowa Jasień Kargowa Łęknica Lubniewice Małomice Nowe Miasteczko Nowogród Bobrzański Ośno Lubuskie Otyń Sława Szlichtyngowa Torzym Trzciel Zbąszynek Brody Cidades por população: – mais de 100 mil; – de 50 a 100 mil; – de 20 a 50 mil; – de 10 a 20 mil; – de 5 a 10 mil; – menos de 5 mil; |

A tabela mostra todas as cidades da voivodia da Lubúsquia organizadas por população. As informações sobre a população são baseadas nos dados do Escritório Central de Estatística em 31 de dezembro de 2022. Os nomes das cidades sedes de condados, estão em negrito e os nomes das cidades com direitos de condado também estão escritos em itálico. Os nomes das autoridades da cidade que usam o título de presidente da cidade são escritos em itálico.
| #   | Brasão | Nome                | Condado             | População (31−12−2022) | Área [km²] | Densidade populacional [hab./km²] | Prefeito/Presidente | Coordenadas                  |
| --- | ------ | ------------------- | ------------------- | ---------------------- | ---------- | --------------------------------- | ------------------- | ---------------------------- |
| 1.  |        | Zielona Góra        | Zielona Góra        | 139 278                | 278,27     | 500,51                            | Marcin Pabierowski  | 51° 56′ 23″ N, 15° 30′ 18″ L |
| 2.  |        | Gorzów Wielkopolski | Gorzów Wielkopolski | 116 436                | 85,73      | 1 358,17                          | Jacek Wójcicki      | 52° 43′ 51″ N, 15° 14′ 18″ L |
| 3.  |        | Nowa Sól            | Nowa Sól            | 36 327                 | 21,80      | 1 666,38                          | Beata Kulczycka     | 51° 48′ 21″ N, 15° 42′ 58″ L |
| 4.  |        | Żary                | Żary                | 35 198                 | 33,24      | 1 057,90                          | Edyta Gajda         | 51° 38′ 12″ N, 15° 08′ 12″ L |
| 5.  |        | Żagań               | Żagań               | 23 730                 | 40,38      | 587,67                            | Sławomir Kowal      | 51° 37′ 02″ N, 15° 18′ 53″ L |
| 6.  |        | Świebodzin          | Świebodzin          | 21 035                 | 16,93      | 1 242,47                          | Tomasz Sielicki     | 52° 14′ 49″ N, 15° 32′ 01″ L |
| 7.  |        | Kostrzyn nad Odrą   | Gorzów              | 17 704                 | 46,15      | 383,62                            | Andrzej Kunt        | 52° 35′ 18″ N, 14° 40′ 00″ L |
| 8.  |        | Międzyrzecz         | Międzyrzecz         | 17 057                 | 10,26      | 1 662,48                          | Remigiusz Lorenz    | 52° 26′ 54″ N, 15° 35′ 18″ L |
| 9.  |        | Słubice             | Słubice             | 16 339                 | 19,21      | 850,55                            | Mariusz Olejniczak  | 52° 21′ 15″ N, 14° 34′ 08″ L |
| 10. |        | Gubin               | Krosno              | 15 798                 | 20,68      | 763,93                            | Bartłomiej Bartczak | 51° 56′ 48″ N, 14° 43′ 40″ L |
| 11. |        | Sulechów            | Zielona Góra        | 15 676                 | 6,83       | 2 295,17                          | Wojciech Sołtys     | 52° 04′ 42″ N, 15° 37′ 13″ L |
| 12. |        | Wschowa             | Wschowa             | 13 166                 | 9,26       | 1 421,81                          | Konrad Antkowiak    | 51° 48′ 05″ N, 16° 18′ 56″ L |
| 13. |        | Lubsko              | Żary                | 12 971                 | 12,58      | 1 031,08                          | Janusz Dudojć       | 51° 47′ 08″ N, 14° 58′ 03″ L |
| 14. |        | Szprotawa           | Żagań               | 10 747                 | 10,95      | 981,46                            | Mirosław Gąsik      | 51° 34′ 00″ N, 15° 32′ 12″ L |
| 15. |        | Krosno Odrzańskie   | Krosno              | 10 679                 | 8,15       | 1 310,31                          | Grzegorz Garczyński | 52° 03′ 10″ N, 15° 06′ 47″ L |
| 16. |        | Sulęcin             | Sulęcin             | 9 818                  | 8,56       | 1 146,96                          | Dariusz Ejchart     | 52° 26′ 38″ N, 15° 06′ 58″ L |
| 17. |        | Strzelce Krajeńskie | Strzelce-Drezdenko  | 9 754                  | 5,54       | 1 760,65                          | Mateusz Feder       | 52° 52′ 32″ N, 15° 31′ 55″ L |
| 18. |        | Drezdenko           | Strzelce-Drezdenko  | 9 574                  | 10,72      | 893,10                            | Karolina Piotrowska | 52° 50′ 09″ N, 15° 49′ 52″ L |
| 19. |        | Skwierzyna          | Międzyrzecz         | 9 186                  | 35,89      | 255,95                            | Lesław Hołownia     | 52° 35′ 56″ N, 15° 30′ 22″ L |
| 20. |        | Kożuchów            | Nowa Sól            | 8 945                  | 5,94       | 1 505,89                          | Alina Śmigiel       | 51° 44′ 43″ N, 15° 35′ 40″ L |
| 21. |        | Witnica             | Gorzów              | 6 447                  | 8,24       | 782,40                            | Dariusz Jaworski    | 52° 40′ 40″ N, 14° 53′ 29″ L |
| 22. |        | Rzepin              | Słubice             | 6 421                  | 11,42      | 562,26                            | Sławomir Dudzis     | 52° 20′ 47″ N, 14° 49′ 56″ L |
| 23. |        | Zbąszynek           | Świebodzin          | 4 921                  | 3,57       | 1 378,43                          | Wiesław Czyczerski  | 52° 14′ 32″ N, 15° 48′ 59″ L |
| 24. |        | Nowogród Bobrzański | Zielona Góra        | 4 804                  | 14,64      | 328,14                            | Paweł Mierzwiak     | 51° 47′ 54″ N, 15° 15′ 14″ L |
| 25. |        | Sława               | Wschowa             | 4 126                  | 14,89      | 277,09                            | Cezary Sadakuła     | 51° 52′ 33″ N, 16° 04′ 18″ L |
| 26. |        | Jasień              | Żary                | 4 071                  | 4,77       | 853,46                            | Andrzej Kamyszek    | 51° 45′ 05″ N, 15° 01′ 03″ L |
| 27. |        | Bytom Odrzański     | Nowa Sól            | 3 983                  | 2,30       | 1 731,74                          | Jacek Sauter        | 51° 43′ 52″ N, 15° 49′ 19″ L |
| 28. |        | Ośno Lubuskie       | Słubice             | 3 915                  | 8,01       | 488,76                            | Stanisław Kozłowski | 52° 27′ 08″ N, 14° 52′ 39″ L |
| 29. |        | Babimost            | Zielona Góra        | 3 837                  | 3,65       | 1 051,23                          | Bernard Radny       | 52° 09′ 54″ N, 15° 49′ 45″ L |
| 30. |        | Czerwieńsk          | Zielona Góra        | 3 812                  | 9,36       | 407,26                            | Piotr Iwanus        | 52° 00′ 56″ N, 15° 24′ 18″ L |
| 31. |        | Kargowa             | Zielona Góra        | 3 797                  | 4,55       | 834,51                            | Jerzy Fabiś         | 52° 04′ 19″ N, 15° 51′ 55″ L |
| 32. |        | Iłowa               | Żagań               | 3 652                  | 9,18       | 397,82                            | Paweł Lichtański    | 51° 30′ 07″ N, 15° 12′ 21″ L |
| 33. |        | Małomice            | Żagań               | 3 442                  | 6,73       | 511,44                            | Małgorzata Sendecka | 51° 33′ 26″ N, 15° 26′ 58″ L |
| 34. |        | Dobiegniew          | Strzelce-Drezdenko  | 3 004                  | 5,69       | 527,94                            | Sylwia Łaźniewska   | 52° 58′ 12″ N, 15° 45′ 11″ L |
| 35. |        | Gozdnica            | Żagań               | 2 779                  | 23,93      | 116,13                            | Krzysztof Jarosz    | 51° 26′ 20″ N, 15° 05′ 44″ L |
| 36. |        | Cybinka             | Słubice             | 2 674                  | 5,29       | 505,48                            | Marek Kołodziejczyk | 52° 11′ 40″ N, 14° 47′ 45″ L |
| 37. |        | Nowe Miasteczko     | Nowa Sól            | 2 654                  | 3,29       | 806,69                            | Danuta Wojtasik     | 51° 41′ 27″ N, 15° 44′ 05″ L |
| 38. |        | Torzym              | Sulęcin             | 2 431                  | 9,11       | 266,85                            | Ryszard Stanulewicz | 52° 18′ 46″ N, 15° 04′ 40″ L |
| 39. |        | Łęknica             | Żary                | 2 277                  | 16,43      | 138,59                            | Piotr Kuliniak      | 51° 32′ 18″ N, 14° 44′ 21″ L |
| 40. |        | Trzciel             | Międzyrzecz         | 2 244                  | 3,04       | 738,16                            | Jarosław Kaczmarek  | 52° 21′ 53″ N, 15° 52′ 22″ L |
| 41. |        | Lubniewice          | Sulęcin             | 1 990                  | 12,11      | 164,33                            | Radosław Sosnowski  | 52° 30′ 59″ N, 15° 14′ 59″ L |
| 42. |        | Otyń                | Nowa Sól            | 1 732                  | 7,87       | 220,08                            | Barbara Wróblewska  | 51° 50′ 50″ N, 15° 42′ 35″ L |
| 43. |        | Szlichtyngowa       | Wschowa             | 1 261                  | 1,55       | 813,55                            | Jolanta Wielgus     | 51° 42′ 43″ N, 16° 14′ 32″ L |
| 44. |        | Brody               | Żary                | 892                    | 3,07       | 290,8                             | Juliusz Dudziak     | 51° 47′ 25″ N, 14° 46′ 26″ L |